# Pachylia syces
Pachylia syces là một loài bướm đêm thuộc họ Sphingidae. Nó được tìm thấy ở México through Belize và Honduras to Brasil, Bolivia và Argentina. Nó cũng được tìm thấy ở Jamaica.
Mỗi năm loài này có thể có nhiều thế hệ.

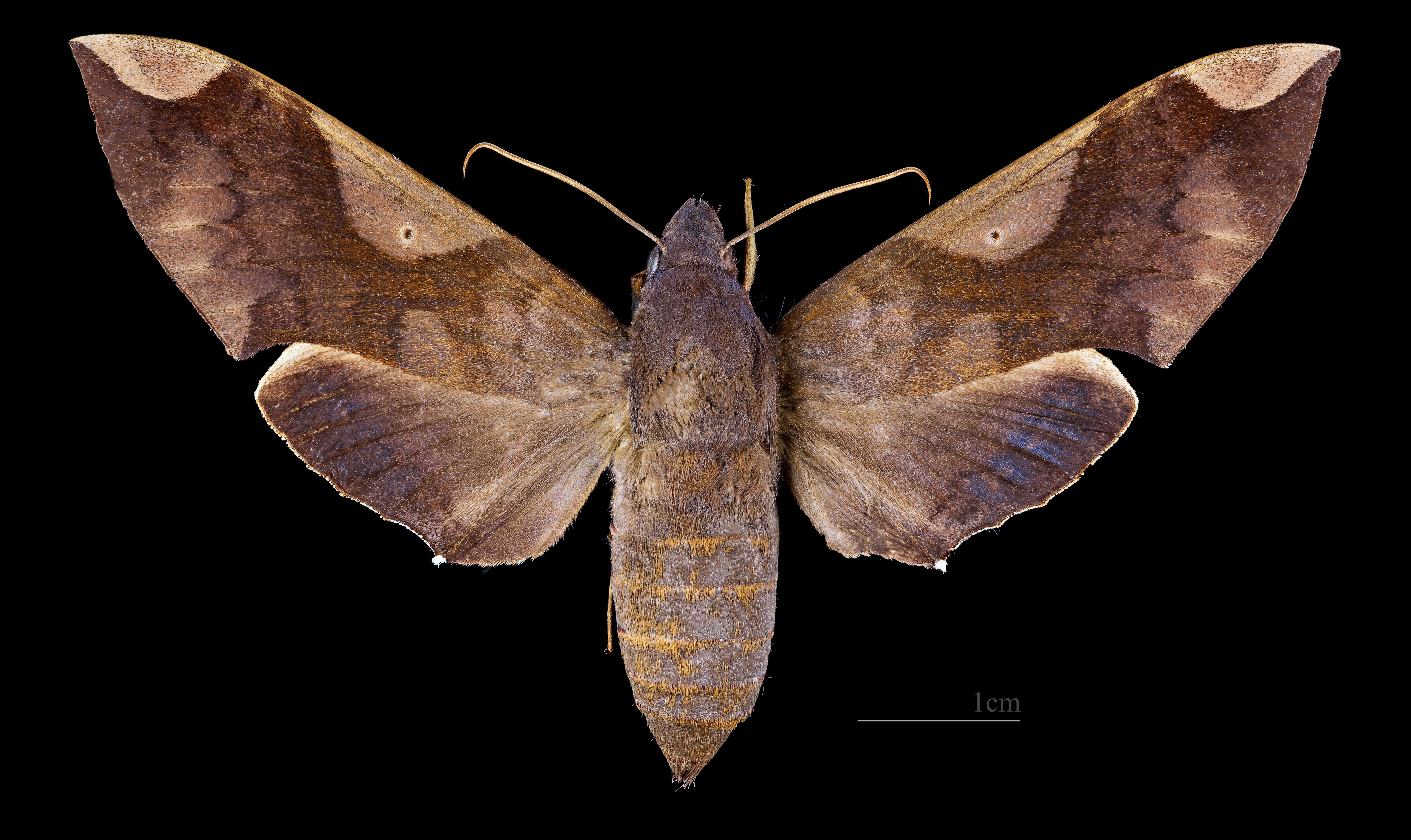
Pachylia syces  ♀
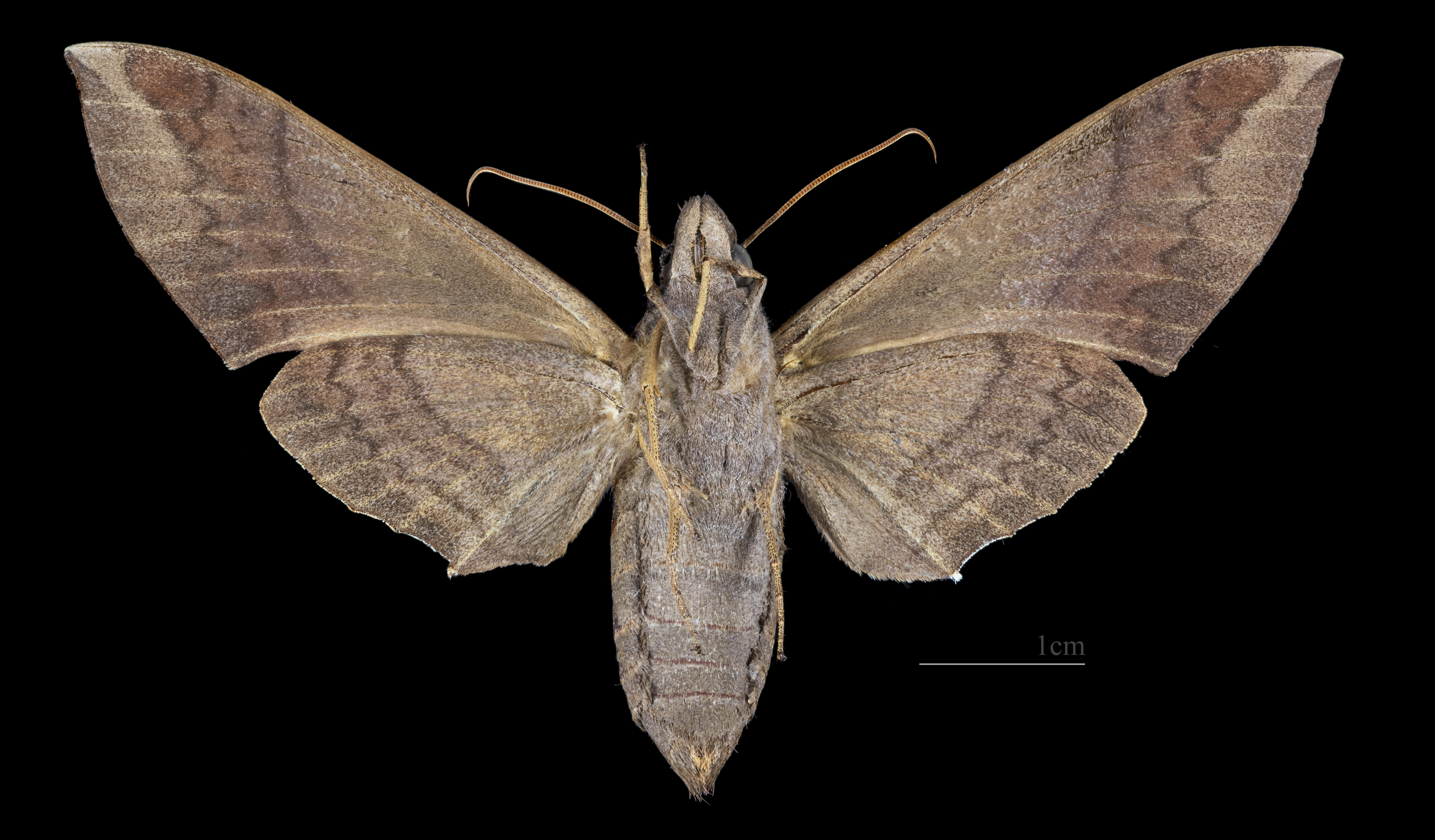
Pachylia syces  ♀ △

Ấu trùng ăn Ficus microcarpa, Ficus prinoides, Ficus ovalis và Artocarpus integrifolia.

## Phụ loài
- Pachylia syces syces (Mexico through Belize và Honduras to Brazil, Bolivia và Argentina)
- Pachylia syces insularis Rothschild & Jordan, 1903 (Jamaica)